# Strobopagurus
Strobopagurus is een geslacht van kreeftachtigen uit de klasse van de Malacostraca (hogere kreeftachtigen).

## Soorten
- Strobopagurus breviacus Lemaitre, 2004
- Strobopagurus gracilipes (A. Milne-Edwards, 1891)
- Strobopagurus sibogae (de Saint Laurent, 1972)